# エドワード・サイフレット
サー・エドワード・ネヴィル・サイフレット（英語: Sir Edward Neville Syfret, GCB, KBE 1889年6月20日 - 1972年12月10日）は第一次世界大戦と第二次世界大戦に従軍したイギリス海軍の軍人。

## 私生活
サイフレットはエドワード・リッジ・サイフレットの息子として1889年6月20日に南アフリカのケープタウンで生まれた。1913年にヒルデガード・ワーナーと結婚し、一男一女をもうけた。彼は南アフリカのダイオセサン大学で教育を受け、ついでダートマスの海軍兵学校に入校し、首席生徒となった。
なおサイフレットは一度、イギリス海軍のチームでクリケットをプレイしたことあったが、ダック（無得点）と30得点が彼の2イニングでの成績であった。

## 軍歴
サイフレットは1904年にイギリス海軍に入隊し、早期から砲術科を専攻した。彼は軽巡洋艦オーロラ、セントー、キュラソーに砲術士官として乗り組み、1927年には地中海艦隊の砲術参謀となった。この後、軽巡カリドク、戦艦ラミリーズ艦長を務めた。
1939年9月の第二次世界大戦の開戦時は戦艦ロドニーの艦長を務めていた。11月に海軍書記官（海軍の人事管理に関する政策方針に責任を持つ役職）に任命される。1942年1月にH部隊の司令長官に任じられ、5月にはマダガスカル侵攻作戦であるアイアンクラッド作戦（マダガスカルの戦いを参照）を成功させ、勲功報告書に名前が記載された。8月には危機的な状況にあったマルタ島への輸送船団護衛作戦であるペデスタル作戦に際して、海軍部隊の指揮を執った。彼はこの作戦における功績で、KCBを受勲しナイトに叙せられた。
1943年6月からは海軍参謀副長兼Lord Commissioner of the Admiraltyとなり、終戦後の1945年11月には本国艦隊司令長官となった。
サイフレットは1972年12月10日にロンドン郊外のハイゲートで死去した。

## 栄典等
- 1918年、 1914年乃至1918年戦争十字章（英語版）[2][3]（ フランス勲章）
- バス勲章
  - 1941年、コンパニオン章（地中海水域作戦での勇気・決意・指揮に対して[4]）
  - 1942年、ナイト・コマンダー章（マルタ行き船団護衛での勇敢さ・不屈の決意及びディエゴ・スアレス攻略の功に対して[5]）
  - 1948年新年叙勲（英語版）、ナイト・グランド・クロス章[6][3]
- 1942年、Mentioned in despatches（ディエゴ・スアレス攻略の功に対して[7]）
- 1943年、レジオン・オブ・メリット勲章（ アメリカ合衆国勲章）
  -  コマンダー章（北アフリカ戦線での戦功に対して[8][3]）
- 大英帝国勲章
  - 1945年、ナイト・コマンダー章（ヨーロッパにおける戦争での殊勲に対して[9]）